# Turraea buerkii
Turraea buerkii är en tvåhjärtbladig växtart som beskrevs av Callm., Phillipson & Lowry. Turraea buerkii ingår i släktet Turraea och familjen Meliaceae. Inga underarter finns listade i Catalogue of Life.